# Mora distrikt
Mora distrikt är ett distrikt i Mora kommun och Dalarnas län. Distriktet ligger i och omkring Mora i mellersta Dalarna. 

## Tidigare administrativ tillhörighet
Distriktet inrättades 2016 och utgörs av området som Mora köping omfattade till 1971 och vari Mora socken uppgick 1959.
Området motsvarar den omfattning Mora församling hade 1999/2000. 

## Tätorter och småorter
I Mora distrikt finns sju tätorter och sju småorter.

### Tätorter
- Bonäs
- Mora
- Nusnäs
- Orsa (del av)
- Selja
- Stenis och Vika
- Vinäs

### Småorter
- Bergkarlås
- Garsås
- Gopshus
- Norra Vika
- Oxberg
- Risa
- Ryssa (del av)